# Desa Lembang (administrativ by i Indonesien, lat -7,11, long 107,86)
Desa Lembang är en administrativ by i Indonesien.   Den ligger i provinsen Jawa Barat, i den västra delen av landet, 150 km sydost om huvudstaden Jakarta.